# دیگو گونزالس
دیگو گونزالس (انگلیسی: Diego González؛ زادهٔ ۲۸ ژانویهٔ ۱۹۹۵) بازیکن فوتبال اهل اسپانیا است که در پست مدافع میانی برای باشگاه الچه در لا لیگا بازی می‌کند.
وی همچنین در تیم ملی فوتبال زیر ۲۱ سال اسپانیا بازی کرده‌است.